# Новопсковський районний краєзнавчий музей
Новопсковський краєзнавчий музей — краєзнавчий музей у смт Новопсков Луганської області.

## Історія
25 січня 1960 року було створено оргкомітет з 19 осіб для організації музею. Ініціатором створення музею Новопсковщини був Степан Тихонович Коновалов.
Музей вперше був відкритий у 1963 році, але у 1973 році музей було розформовано, а експонати передані на збереження у Будинок культури.
У 1978 році, за ініціативи Олексія Соболєва, почалося відродження музею. У 1980 завершено формування експозиції, а у 1984 музей отримав окреме приміщення. У 1988 музею присвоєно статус музею — відділу Луганського краєзнавчого музею.
На початку 1990-х експозиція музею поповнилася майданчиком-експонатом — було придбано сільську садибу кінця XIX століття, розташовану поруч з основним корпусом музею. Туди зібрали меблі і експонати того часу. Після введення садиби Новопсковський краєзнавчий музей став найкращим на Луганщині музеєм сільського типу.